# キャンディル
株式会社キャンディル（英: CANDEAL　CO.,Ltd）は、東京都新宿区に本社を置く日本の企業。住宅や商業施設の補修等を行う会社である。

## 事業内容
- リペアサービス（建具の傷補修、フローリングの傷・削れ補修、アルミサッシの凹み補修、外壁の割れ補修、住宅、商業施設/ホテル・店舗、寺社仏閣、文化遺産）
- 住環境向け工事（定期点検、メンテナンス、コールセンター、住宅設備機器の延長保証サービス）
- 商環境向け工事（店舗内施工、オフィス施工、家具組み立て、建築資材揚重、メンテナンス）
- 商材販売（内装インテリア商材/カーテン・照明機器、補修材料/リペア材料）
- 抗ウイルス抗菌サービス（抗ウイルス抗菌コーティング、ハイブリッド空気清浄機、抗ウイルス抗菌材）

## 沿革
- 1984年2月	東京都杉並区に株式会社東陽トレーディング（資本金125万円）を設立する
- 1985年2月	東京都大田区西蒲田六丁目33番2号に本店移転する
- 1994年4月	東京都大田区西蒲田六丁目34番9号に本店移転する
- 1995年8月	旧株式会社バーンリペア（資本金1,000万円）を設立する
- 1996年1月	旧株式会社バーンリペアが東京都中野区鷺宮一丁目6番1号に本店移転する
- 1996年9月	旧株式会社バーンリペアが東京都中野区鷺宮一丁目31番9号に本店移転する
- 1999年2月	旧株式会社バーンリペアが東京都中野区鷺宮二丁目2番6号に本店移転する
- 1999年10月	東京都大田区東矢口に本店移転する
- 2000年9月	旧株式会社バーンリペアが株式会社バーン・リペアから営業譲渡を受ける
- 2001年3月	旧株式会社バーンリペアが中野区鷺宮に有限会社ハウスケア（資本金700万円）を設立する
- 2002年12月	旧株式会社バーンリペアが株式会社東陽トレーディング{（現株式会社キャンディルデザイン）（代表取締役大槻 勲男／資本金1,000万円／設立年月日1984年2月27日）}を子会社化する
- 2002年12月	旧株式会社バーンリペアの子会社になる
- 2003年4月	旧株式会社バーンリペアが有限会社ハウスケアを清算する
- 2003年12月	旧株式会社バーンリペアが株式会社ニッケン（代表取締役小笠原 賢／株式会社ニッケン／資本金1,000万円／設立年月日1987年7月28日）を子会社化する
- 2005年1月	旧株式会社バーンリペアが東京都新宿区西新宿に本店移転する
- 2005年7月	株式会社ハウスボックスに社名変更する
- 2005年10月	子会社株式会社ハウスボックス（現株式会社キャンディルデザイン）と子会社株式会社ニッケン商品部を業務統合する
- 2005年10月	株式会社ニッケンの商品部を事業統合する
- 2008年7月	旧株式会社バーンリペアが新宿区西新宿に株式会社ケーエスエム{（現株式会社キャンディルテクト）(資本金900万円)}を設立する
- 2008年7月	旧株式会社バーンリペアが東京都新宿区西新宿に株式会社ケーエスエム（資本金900万円）を設立する
- 2008年9月	子会社株式会社ケーエスエム（現株式会社キャンディルテクト）が株式会社警備・施工マネジメントから事業譲渡を受ける
- 2008年11月	旧株式会社バーンリペアが株式会社ニッケンを清算する
- 2008年12月	旧株式会社バーンリペアが東京都新宿区北山伏町に本店移転する
- 2011年4月	東京都新宿区北山伏町に株式会社BR（現株式会社バーンリペア）（資本金2万5,000円）設立を設立する。
- 2011年5月	株式会社BR（現株式会社バーンリペア）が旧株式会社バーンリペアを子会社化する
- 2011年10月	株式会社BRが旧株式会社バーンリペアを吸収合併し、株式会社バーンリペアに社名変更する
- 2011年10月	子会社株式会社ハウスボックス（現株式会社キャンディルデザイン）・子会社株式会社ケーエスエム（現株式会社キャンディルテクト）の2社の株式を旧株式会社バーンホールディングスに現物配当する
- 2011年10月	株式会社バーンリペアが株式を現物配当したことにより、旧株式会社バーンホールディングスの子会社となる
- 2011年10月	株式会社バーンリペアが株式を現物配当したことにより、旧株式会社バーンホールディングスの子会社になる
- 2011年10月	東京都大田区南蒲田に本店移転する
- 2013年1月	株式会社スペックに社名変更する
- 2014年8月	東京都千代田区に株式会社BH（資本金10万円）を設立する
- 2014年9月	旧株式会社バーンホールディングスを子会社化する
- 2015年4月	林 晃生が代表取締役に就任する
- 2015年4月	旧株式会社バーンホールディングスを吸収合併し、株式会社バーンホールディングスに社名変更する
- 2015年4月	東京都新宿区北山伏町に本店移転する
- 2015年11月	レイオンコンサルティング株式会社（代表取締役橋口 昌弘 ／資本金9,000万円／設立年月日2002年3月1日）を子会社化する
- 2016年10月	株式会社キャンディルに社名を変更する
- 2016年10月	レイオンコンサルティング株式会社（代表取締役橋口昌弘／資本金9,000万円／設立年月日2002年3月1日）を吸収合併し、株式会社キャンディルテクトに社名変更する
- 2017年4月	株式会社ア・フィック（代表取締役吉村 文男／資本金1,000万円／設立年月日1990年8月1日）を吸収合併し、株式会社キャンディルデザインに社名変更する
- 2017年4月	株式会社キャンディルデザインの本店を東京都新宿区北山伏町に移転する
- 2018年7月	東京証券取引所新興企業市場（マザーズ）に上場。東京証券取引所新規上場のための有価証券報告書提出。代表取締役林晃生、本店の所在地東京都新宿区北山伏町。事業は子会社が行っており、参考としての中核会社、株式会社バーリペアと株式会社キャンディルテクト。株式公開情報による特別利害関係者等の株式等の移動状況によると、東京都港区クレシオン・インベストメント株式会社、東京都練馬区林晃生、東京都新宿区代表取締役林晃生株式会社TRAキャピタル、東京都新宿区株式会社アスク、キャンディルグループ従業員持株会、愛知県名古屋市西区玄々化学工業会社、東京都江戸川区日商株式会社、神奈川県横浜市都筑区株式会社プロアームズ、東京都日野市株式会社インリス、大阪府池田市株式会社アール・ワン、宮城県仙台市若葉区株式会社Jcraft、兵庫県西宮市BOWABOWA修復株式会社、兵庫県川西市MAX株式会社、東京都杉並区株式会社佐藤装芸ほか。
- 2019年12月	東京証券取引所市場第一部に指定